# Crisis in Colombia

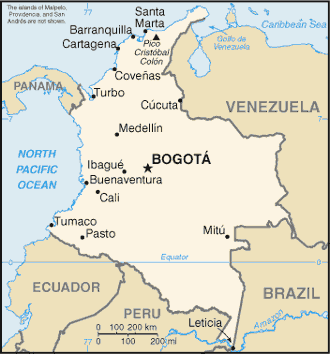
De ligging van Colombia in Zuid-Amerika.

Crisis in Colombia is een spionageroman van auteur Gérard de Villiers en het 153e deel uit de S.A.S.-reeks met als protagonist de Oostenrijkse prins en freelance CIA-agent Malko Linge.

## Personages
- Malko Linge, Oostenrijkse prins en CIA-agent;

## Waargebeurde feiten
In het verhaal komt onder andere de bomaanslag op Club Nogal, een populaire nachtclub in Bogota voor. In het fictieve verhaal wordt deze aanslag gepleegd door een vrouwelijke aanhanger van de guerrillagroep FARC terwijl in werkelijkheid John Freddy Arellan bij de aanslag betrokken was.